# 大潟村立大潟小学校
大潟村立大潟小学校（おおがたそんりつ おおがたしょうがっこう）は、秋田県南秋田郡大潟村にある公立小学校。

## 概要
- 本校は大潟村内唯一の小学校で、村内全域を学区とする。
- 2024年（令和6年）4月1日時点の児童数は129名。

## 沿革
- 1968年（昭和43年）
  - 9月5日 - 校章制定。
  - 11月1日 - 野石小学校の児童を迎え、入校式挙行。
- 1969年（昭和44年）
  - 1月29日 - 開校式典挙行。校舎完成。
  - 3月19日 - 第1回卒業式挙行。最初の卒業生は11名。
- 1970年（昭和45年）1月1日 - 校歌制定。
- 1973年（昭和48年）11月1日 - 創立5周年記念として、観察園が完成。
- 1976年（昭和51年）3月20日 - 校舎増築工事完成（普通教室2・視聴覚室1）。
- 1977年（昭和52年）4月4日 - 図書室改装工事完成。
- 1978年（昭和53年）
  - 9月8日 - 創立10周年記念事業として、体力づくり施設・前庭造園工事完成。
  - 11月6日 - 創立10周年記念式典を挙行。
- 1979年（昭和54年）11月10日 - 新体育館完成。
- 1985年（昭和60年）1月10日 - 多目的運動広場（スケート場）を造成。
- 1988年（昭和63年）11月22日 - 創立20周年記念式典を挙行。
- 1998年（平成10年）11月1日 - 創立30周年記念式典を挙行。
- 1999年（平成11年）11月 - パソコンルーム完成。
- 2001年（平成13年）7月2日 - ふれあいサポートセンター開設。
- 2004年（平成16年）4月1日 - 学校二学期制試行。
- 2008年（平成20年）11月1日 - 創立40周年記念式典を挙行。
- 2012年（平成24年）7月 - 新校舎が竣工し、供用開始。
- 2013年（平成25年）9月3日 - 大潟小・中学校新校舎竣工記念式典を挙行。
- 2015年（平成27年）7月 - パソコン40台、タブレット10台、インタラクティブボード2台導入。
- 2018年（平成30年）11月1日 - 大潟こども園・大潟小学校・大潟中学校創立50周年記念式典を挙行。

## 学区
- 大潟村全域。

## 周辺
大潟村中心部に位置する。
- 大潟村立大潟中学校 - 同一建物内で、主な進学先中学校。
- 大潟村立大潟こども園 - 同一敷地内で、進級前こども園。
- 秋田県道54号男鹿琴丘線
- 秋田県道42号男鹿八竜線
- 男鹿地区消防一部事務組合大潟分署
- B&G財団大潟海洋センター
- 大潟村村民体育館
- 大潟村民野球場
- 多目的グラウンド
- 大潟村診療所
- 大潟村役場
- 農業研修センター
- 生態系公園
  - 観賞温室（生態系公園の県から村への移管に伴い2024年閉館）[1]
- 秋田県立大学大潟キャンパス

## 交通アクセス
- JR東日本奥羽本線八郎潟駅から、南秋地域広域マイタウンバスの「大潟五城目線」・「大潟八郎潟線」で、「中学校グランド前」バス停下車後、徒歩。

## 主な卒業生
- 阿部茂樹（元プロ野球選手・現東京ヤクルトスワローズスコアラー[2]）